# 三大革命赤旗獲得運動
三大革命赤旗獲得運動（さんだいかくめいせっきかくとくうんどう、3대혁명붉은기쟁취운동）とは、朝鮮民主主義人民共和国（北朝鮮）で1973年 - 1974年頃より、当時の金正日（朝鮮労働党書記）によって提唱して始まった大衆運動のこと。三大革命とは思想革命・技術革命・文化革命の3つのことで最終的に思想・文化の「革命」で、人間を改造して、技術の「革命」によって、自然を改造するという大衆運動。工場、企業や農場などの生産現場に学生や青年党員が派遣されて社会主義建設の総路線として北朝鮮の全国で行われた。三大革命小組が結成されて、金正日書記が責任者として金日成主席の後継者として権力を確立していった。三大革命小組によって行われたため三大革命小組運動（3대혁명소조운동）とも呼ばれる。
三大革命赤旗獲得運動は、深化組事件と並んで北朝鮮版の文化大革命とも呼ばれる。

## 関連人物
- 張成沢 - 三大革命小組部長